# Niedermohr
Niedermohr est une municipalité de la Verbandsgemeinde Ramstein-Miesenbach, dans l'arrondissement de Kaiserslautern, en Rhénanie-Palatinat, dans l'ouest de l'Allemagne.

## Références

Localisation de Niedermohr dans la Verbandsgemeide et dans l'arrondissement

## Politique
|      | SPD | CDU | FWG | Total     |
| 2009 | –   | 6   | 10  | 16 Sièges |
| 2004 | 3   | 7   | 6   | 16 Sièges |